# Saint-Amand-sur-Fion
Saint-Amand-sur-Fion es una comuna francesa situada en el departamento de Marne, en la región de Gran Este.

## Demografía
| 814 | 772 | 722 | 707 | 762 | 838 | 1018 |
| Para los censos de 1962 a 1999 la población legal corresponde a la población sin duplicidades (Fuente: INSEE [Consultar]) |     |     |     |     |     |      |